# کمپستون
latitudeکمپستونlongitudeکمپستون
کمپستون (به انگلیسی: Kempston) یک شهرک در بریتانیا است که در انگلستان واقع شده‌است.

## خصوصیات
کمپستون ۱۹٬۴۴۰ نفر جمعیت دارد.